# Kostel Panny Marie na Kruvenici
Kostel Panny Marie na Kruvenici (chorvatsky Crkva Gospe od Kruvenice) je kostel ve městě Hvar na ostrově Hvaru v Chorvatsku. Nachází se severozápadně od historického jádra města a západně od pevnosti Španjola. Postaven byl v průběhu 14. a 15. století.

## Vnitřní vybavení
Ikona Panny Marie s Ježíškem z tohoto kostela, datovaná do 15. století, je v současnosti (stav k roku 2018) ve sbírkách Biskupského muzea ve Hvaru (chorvatsky Biskupski muzej).

## Zajímavosti
Kruvenica je rovněž název časopisu, který vydává farnost sv. Štěpána I. ve Hvaru.